# Petr Holman (literární historik)
Petr Holman (17. dubna 1951, Praha – 4. srpna 2019, Praha) byl český bohemista a indolog.
V mládí jej ovlivnil indolog a překladatel z hindštiny Rudolf Janíček. Vystudoval český jazyk a hudební výchovu na Filozofické fakultě Univerzity Karlovy v Praze, absolvoval roku 1973. Studoval i indologii, ale studium nedokončil. Poté působil v disentu a pracoval v dělnických profesích, doktorát (PaedDr.) získal roku 1991. Poté působil na Katedře české a slovenské literatury a literární vědy na Filozofické fakultě UK. V letech 1992–1994 vyučoval český jazyk a literaturu na Stanfordově univerzitě a na Severozápadní univerzitě. Po návratu ze Spojených států pracoval v Ústavu pro českou literaturu AV ČR, v letech 1996–1998 učil na Univerzitě v Dillí, poté pracoval v Ústavu jižní a centrální Asie Filozofické fakulty UK. Zde působil v letech 1996–1998 a 2005–2015. Často učil na Letní škole slovanských studií.
Byl velkým ctitelem básníka Otokara Březiny, roku 1990 spoluobnovoval Společnost Otokara Březiny, jejímž čestným předsedou pak byl až do smrti. Připravil frekvenční slovník Březinova díla, v němž uplatnil metody matematické lingvistiky. Editoval též Březinovu korespondenci, přičemž druhý svazek této korespondence získal roku 2005 cenu Magnesia Litera za nakladatelský čin. Vydal i dva svazky svých březinovských studií Březiniana (2003) a Březiniana II (2012). Za tu druhou obdržel roku 2015 Cenu Toma Stopparda. Vydal též zápisky z pobytu v USA a Indii pod názvem Z cest... (2004).
Jako houslista působil v různých amatérských souborech (Pražská cimbálová muzika, Vysokoškolský soubor Zdeňka Nejedlého aj.)